# Can Rovira (Igualada)
Can Rovira, o dels Rovires, és un edifici del municipi d'Igualada (Anoia). Forma part de l'Inventari del Patrimoni Arquitectònic de Catalunya.

## Descripció
És un edifici d'estil neoclàssic de gran senzillesa estructural i ornamental. Destaca la composició totalment simètrica de la construcció que es recolza sobre tres velles arcades de la plaça porticada de l'ajuntament. Coincidint amb cadascun dels tres arcs, s'obre una finestra al primer pis i una al segon, per acabar amb un "ull de bou" al pis superior amb una sanefa en baix relleu de pedra amb decoracions de temàtica vegetal. A damunt de cada balcó i emmarcant-lo hi ha una decoració floral pintada. La família Rovira era una de les famílies poderoses a la ciutat en el segle xviii. En aquest segle, el carrer Nou és un dels punts de desenvolupament més important.